# 블라디미르 크릴로프
블라디미르 발렌티노비치 크릴로프(러시아어: Влади́мир Валенти́нович Крыло́в, 1964년 2월 26일 ~ )는 소련의 전직 육상 선수로 1989년 소련 선수권 대회 200m와 400m 경주에서 우승했다.
그는 1988년 서울 올림픽에서 400m 릴레이 금메달을 획득했다.
울리야노프스크 주 센길레이에서 태어난 크릴로프는 울리야노프스크 다이나모에서 훈련했다.
다음 해에 1986년 유럽 육상 선수권 대회에서 크릴로프는 놀랍게도 200m에서 우승했고 1600m 릴레이에서 3위를 했다. 그는 1987년 세계 육상 선수권 대회때 200m에서 5위를 했고 은메달을 획득한 소련 400m 릴레이 팀의 일원이었다.
서울 올림픽에서 크릴로프는 100m 준결승에 진출했지만, 거기에서 시작한 것은 아니었다. 그는 금메달을 획득한 소련 400m 릴레이 팀의 일원이었다.